# Esra Gümüş
Esra Gümüş (Ankara, 2 d'octubre de 1982) és una jugadora de voleibol turca. Després de ser capitana d'Eczacıbaşı SK per 10 anys, des de 2015 juga per Nilüfer Belediyespor de Bursa. També juga per la selecció turca.